# Giải trí ngoài trời
Giải trí ngoài trời (Outdoor recreation) hay Hoạt động ngoài trời (Outdoor activity) là các hoạt động giải trí được thực hiện bên ngoài, phổ biến nhất là trong môi trường tự nhiên. Giải trí ngoài trời bao gồm bất kỳ loại hoạt động nào trong môi trường ngoài trời. Các hoạt động bao gồm hoạt động giải trí ngoài trời khác nhau tùy thuộc vào môi trường tự nhiên mà chúng được thực hiện. Các hoạt động này có thể bao gồm câu cá, săn bắn, du lịch bụi, đi bộ và cưỡi ngựa và có thể được hoàn thành riêng lẻ hoặc theo tập thể. Giải trí ngoài trời là một khái niệm rộng bao gồm nhiều hoạt động và cảnh quan khác nhau. Giải trí ngoài trời thường được theo đuổi với mục đích rèn luyện thể chất, sức khỏe nói chung và đổi mới tinh thần, thay đổi bầu không khí. Các môn thể thao chủ yếu được chơi trong nhà hoặc các môi trường khác như sân cỏ có thể chuyển sang môi trường ngoài trời nhằm mục đích giải trí và không mang tính cạnh tranh. Các hoạt động thể chất ngoài trời có thể giúp mọi người học các kỹ năng mới, kiểm tra sức chịu đựng và sức bền cũng như tham gia các hoạt động xã hội.

## Tổng quan
Giải trí ngoài trời có thể bao gồm các môn thể thao đã được thiết lập và các cá nhân có thể tham gia mà không cần liên kết với các đội nhóm, cuộc thi đấu hoặc câu lạc bộ. Mặc dù nhiều hoạt động giải trí ngoài trời có thể được phân loại là thể thao nhưng không phải tất cả chúng đều yêu cầu người tham gia phải là vận động viên, đúng hơn, đó là ý tưởng tập thể đó là ưu tiên hàng đầu trong giải trí ngoài trời, vì giải trí ngoài trời không nhất thiết phải bao gồm cùng mức độ cạnh tranh hoặc sự cạnh tranh được thể hiện trong các trận đấu thể thao hoặc chức vô địch. Việc thi đấu nhìn chung ít căng thẳng hơn so với các môn thể thao cá nhân hoặc đồng đội có tổ chức. Mọi người tham gia hoạt động thể chất ngoài trời như một hình thức giải trí đơn thuần các hoạt động thể chất khác nhau có thể được hoàn thành một cách riêng lẻ hoặc hoàn thành chung với nhau.
Thuật ngữ "giải trí ngoài trời" cũng có thể đề cập đến một môn thể thao đồng đội trò chơi hoặc buổi luyện tập được tổ chức ở môi trường ngoài trời, chẳng hạn như một giải đấu dưới 12 tuổi, thường được tổ chức bởi một khu tự quản hoặc trại, nhưng đây chỉ là một trường hợp sử dụng chung tên gọi. Khi hoạt động liên quan đến sự phấn khích đặc biệt, thử thách thể chất hoặc rủi ro, đôi khi nó được gọi là "giải trí mạo hiểm" hoặc "huấn luyện mạo hiểm", chứ không phải là môn thể thao mạo hiểm. Các ví dụ truyền thống khác về hoạt động giải trí ngoài trời bao gồm đi bộ đường dài, cắm trại, leo núi, đạp xe, dẫn chó đi dạo, ca nô, hang động , chèo thuyền kayak, đi bè, leo núi, chạy bộ, chèo thuyền, lướt thuyền buồm, trượt tuyết, nhảy dù và lướt sóng. Khi những mục tiêu theo đuổi mới, thường là sự kết hợp của những mục tiêu trước đó, xuất hiện, chúng có được bản sắc riêng, chẳng hạn như đi thuyền, vượt thác, vượt đường mòn và đi bộ nhặt rác. Ở nhiều thành phố, các khu giải trí cho các hoạt động ngoài trời khác nhau được tạo ra cho người dân tham gia và thụ hưởng. Các hoạt động ngoài trời cũng thường được sử dụng làm bối cảnh cho hoạt động giáo dục, học tập và xây dựng đội ngũ (Team building).

## Các hoạt động
- Đu xuống (Abseiling)

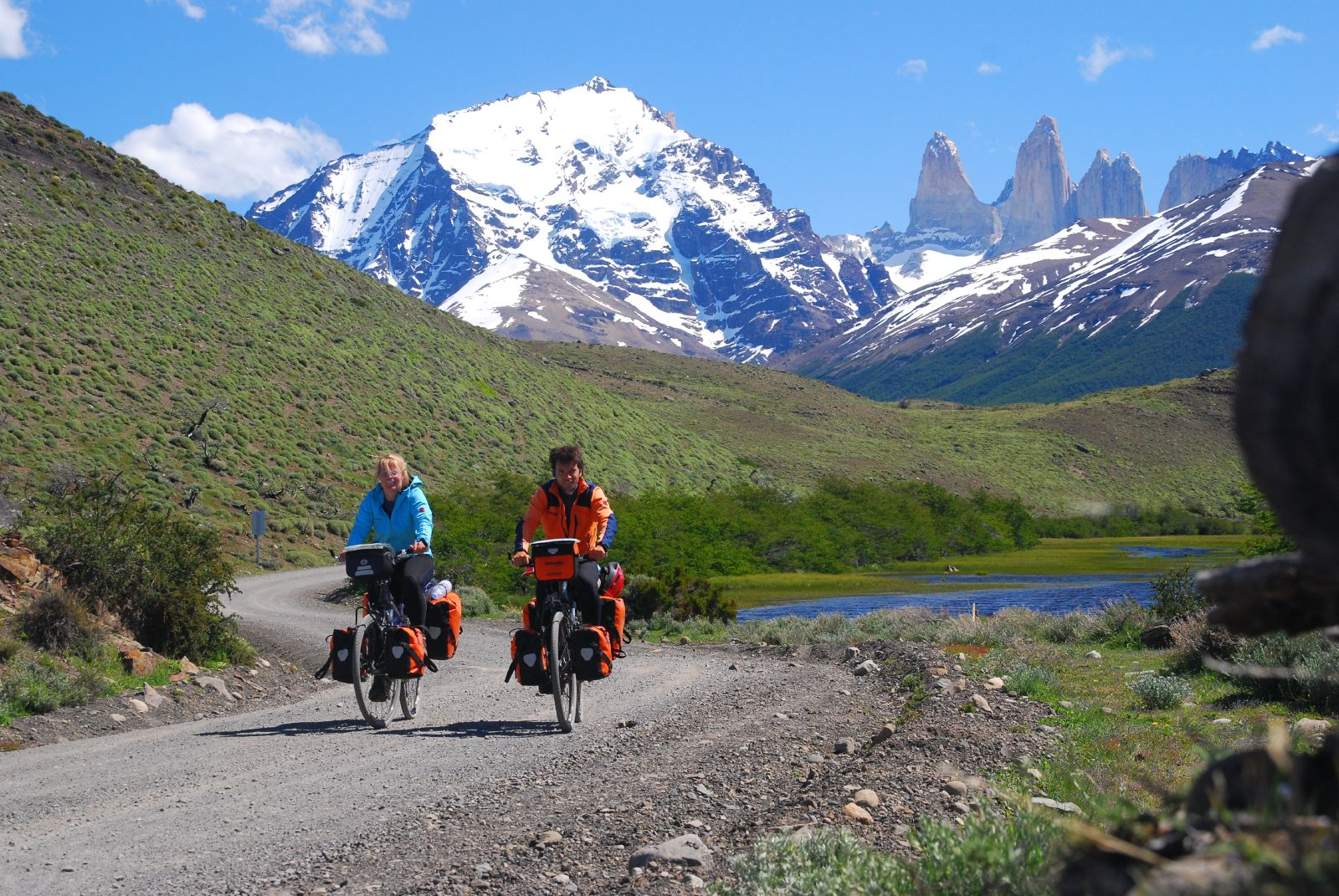
Đạp xe dã ngoại

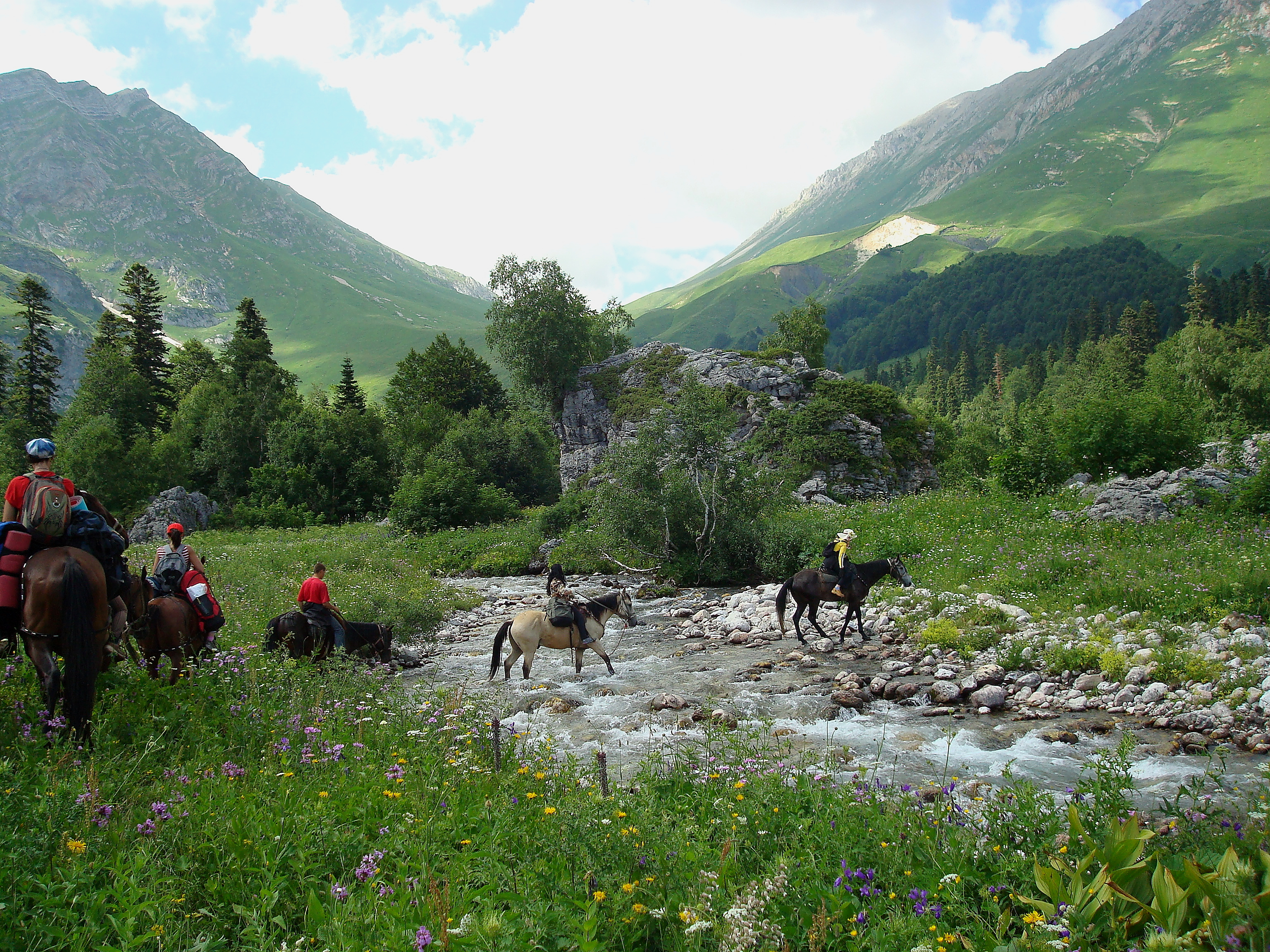
Cưỡi ngựa dã ngoại ở Nga

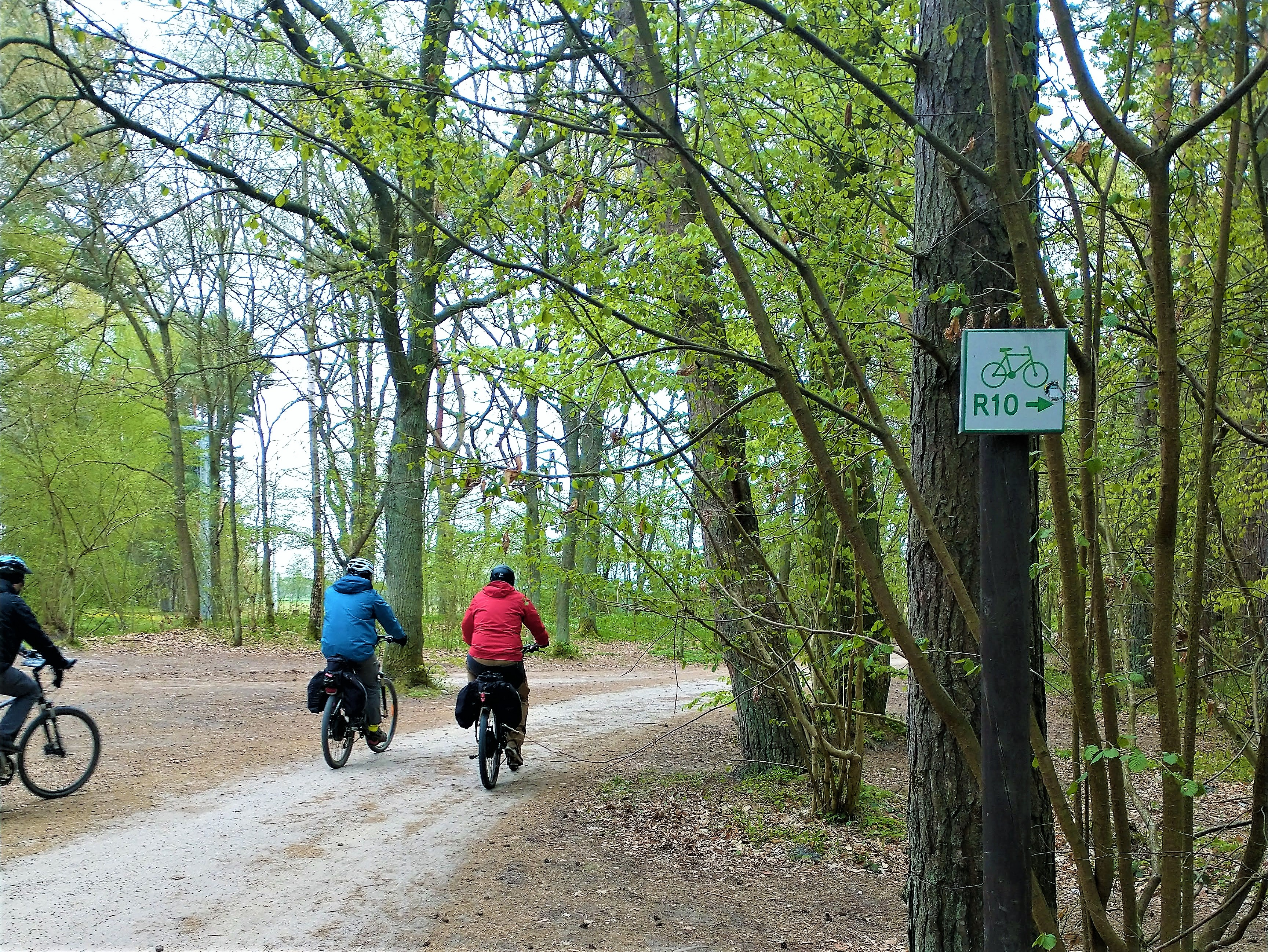
Đạp xe xuyên rừng

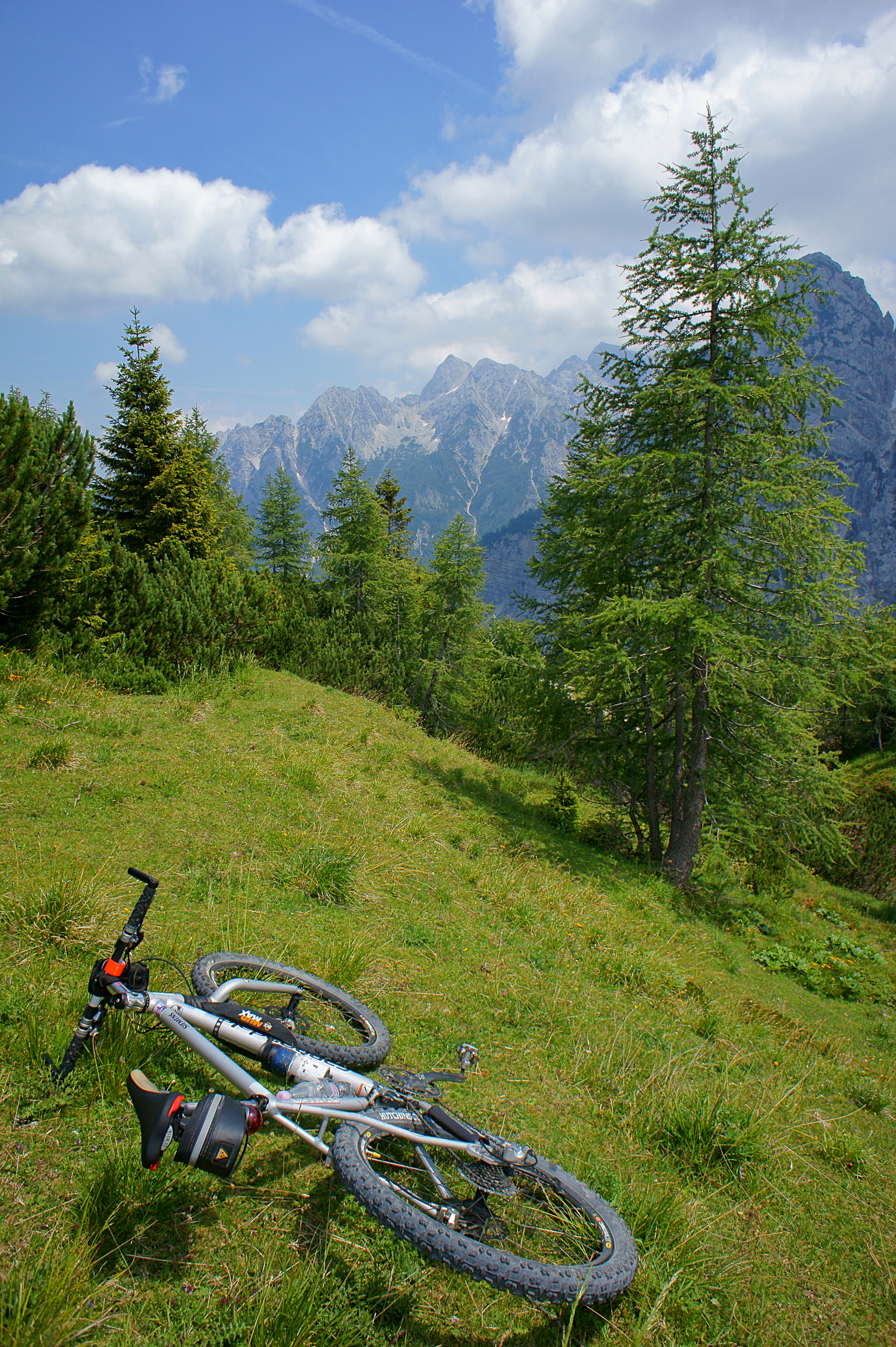
Đạp xe leo núi

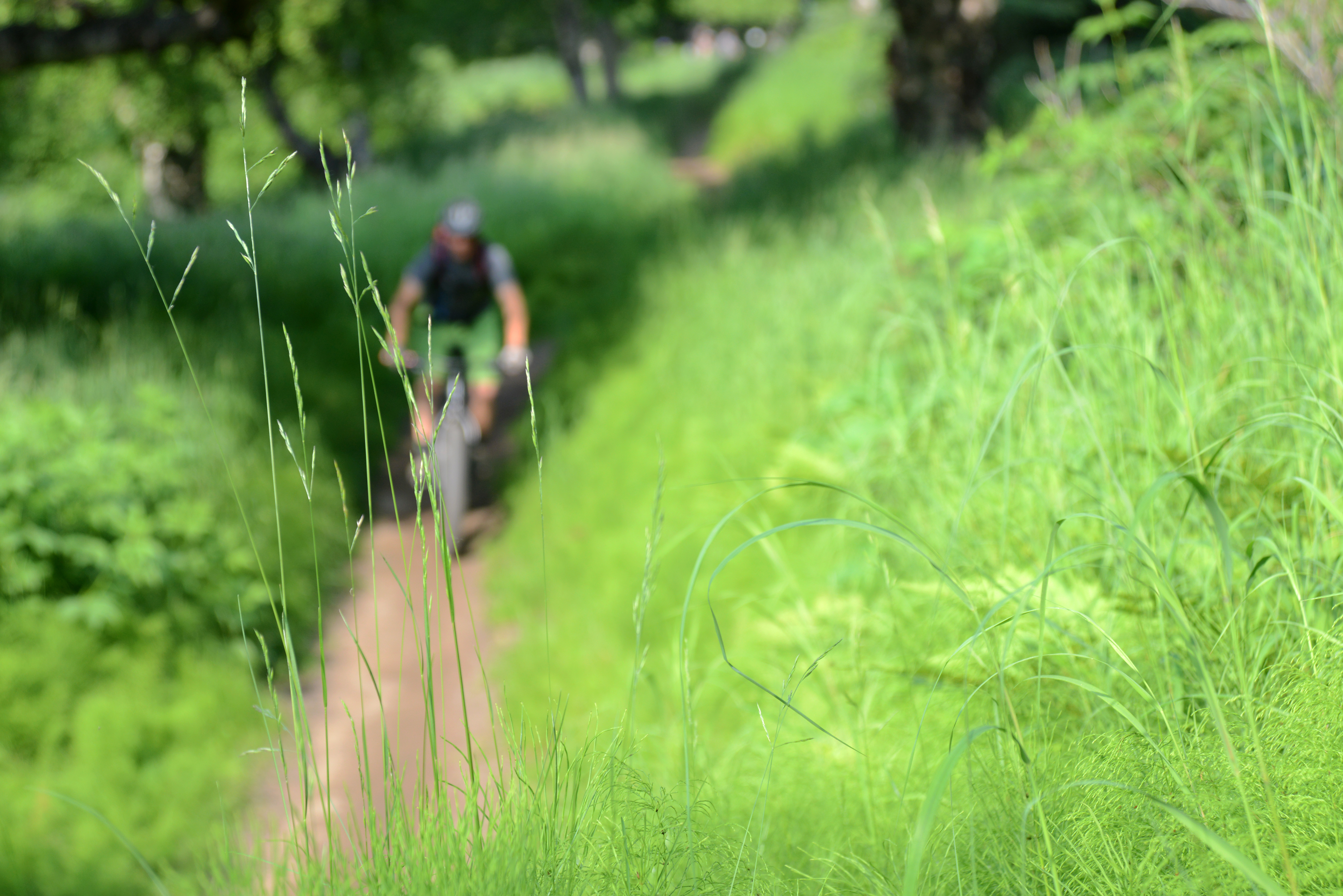
Giải trí ngoài trời

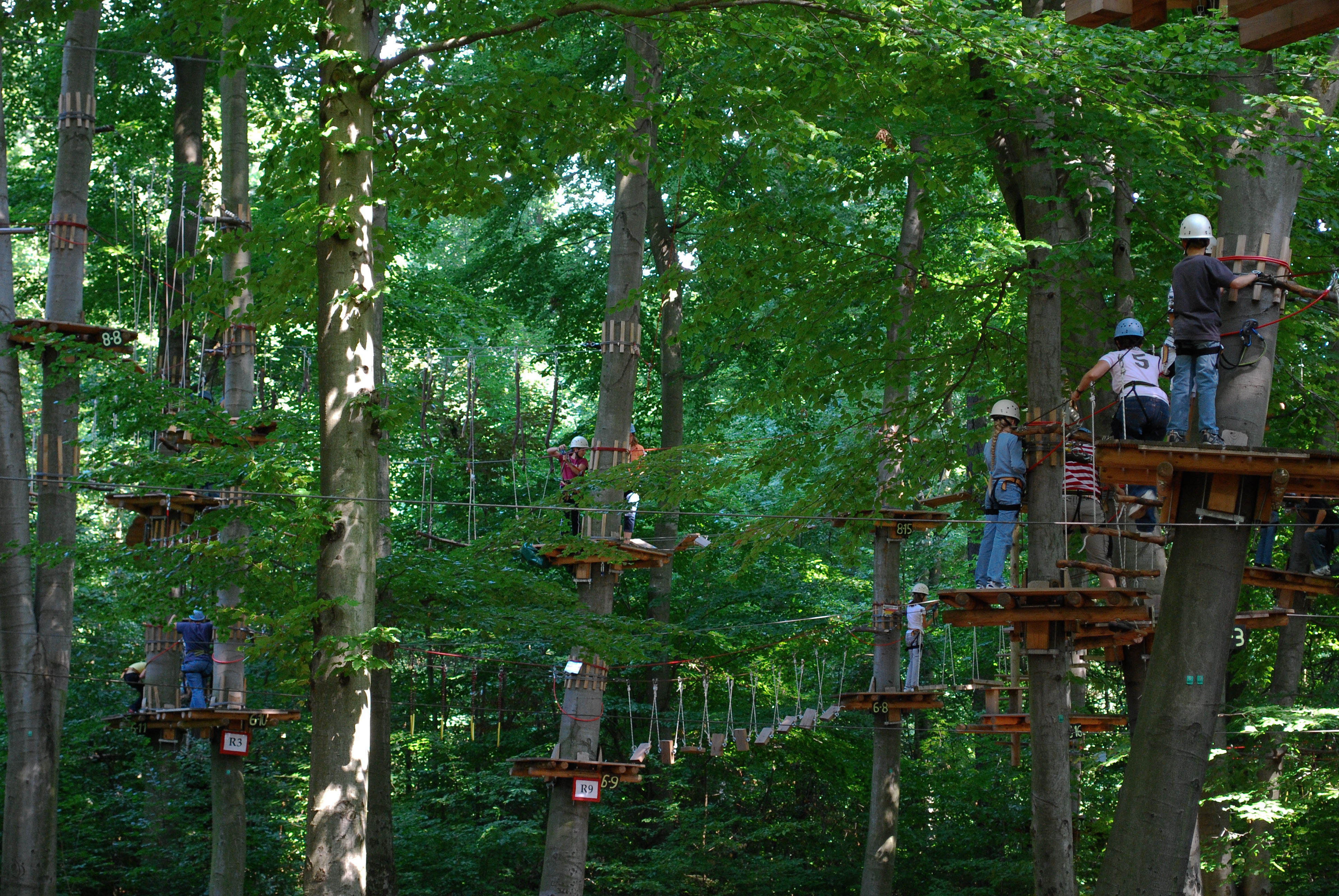
Công viên thử thách

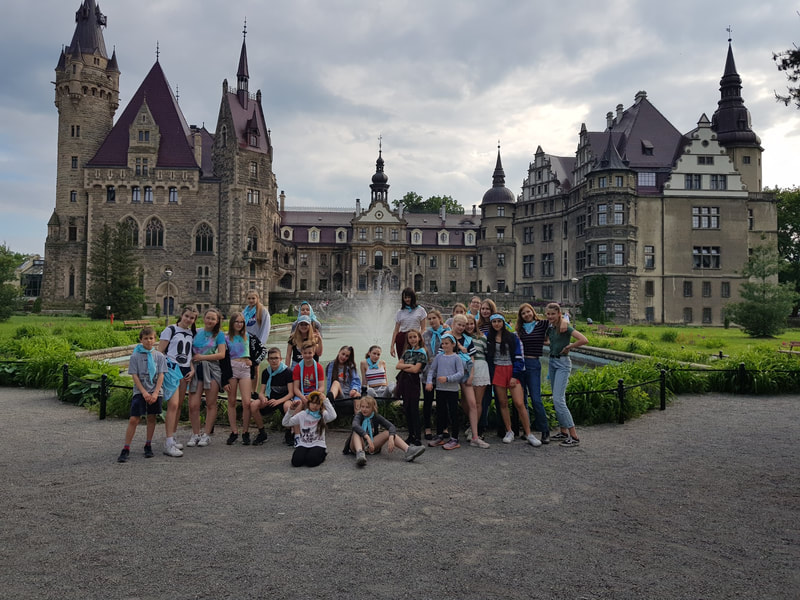
Một nhóm bạn đang chuẩn bị cho hoạt động giải trí ngoài trời

- Khu trò chơi mạo hiểm (Adventure park)
- Airsoft (trò chiến đấu)
- Đi xe địa hình (All-terrain vehicle riding)
- Công viên giải trí (Amusement park)
- Câu cá, câu cá thể thao
- Hàng không (khinh khí cầu)
- Du lịch bụi
- Du hành với trang bị sau lưng (Backpacking)
- Nhảy cơ bản
- Đo điểm chuẩn
- Ngắm chim
- Nhảy bungee
- Cắm trại
- Ca nô (Canoeing hay đua xuồng kayak)
- Vượt hẻm núi
- Hang động
- Đào ngao
- Lượn lờ
- Đạp xe trong thời tiết lạnh
- Mê cung ngô
- Trượt tuyết băng đồng
- Đạp xe
- Công viên dành cho chó
- Điều khiển
- tập thể dục đường mòn
- Câu cá bay
- Làm vườn
- Geocaching
- Lướt
- Nướng
- Tàu lượn
- Đi bộ đường dài
- Cưỡi ngựa
- Khinh khí cầu
- Săn bắn
- Leo núi trên băng
- Câu cá trên băng
- Trượt băng
- Mô tô nước
- Chèo thuyền kayak
- Trượt tuyết
- Hộp thư
- Máy dò kim loại
- Đạp xe leo núi
- Leo núi
- Leo núi
- Săn nấm
- Đi bộ kiểu Bắc Âu
- Địa hình
- Thể thao định hướng
- Tập thể dục ngoài trời
- Phòng tập thể dục ngoài trời
- Dù lượn
- Dù kéo
- Tiệc ngoài trời
- Nhiếp ảnh
- Đi chơi picnic (dã ngoại)
- Plogging
- Dù lượn
- Chèo bè
- Rappelling
- Leo núi
- Chạy
- Vườn bảo tồn hoang dã
- Đi săn
- Trượt ván cát
- Môn lặn
- Đi bộ đường dài
- Tham quan
- Trượt ván
- Trượt tuyết
- Câu cá thể thao
- Nhảy dù
- Lướt trên trời
- Trượt ván trên tuyết
- Lặn có bình khí (Lặn với ống thở)
- Trượt tuyết
- Xe trượt tuyết
- Trượt tuyết bằng giầy
- Lướt ván đứng
- Tắm nắng
- Lướt sóng
- Bơi
- Ngôn mộ
- Du lịch
- Trèo cây
- Trekking
- Thám hiểm thành thị
- Thể thao dưới nước
- Trượt nước
- Lướt ván buồm
- Bộ cánh bay
- Bơi mùa đông
- Zip line (Đu dây cáp)
- Freikörperkultur (khỏa thân ngoài trời)